# Paolo Barilla
Paolo Barilla (ur. 20 kwietnia 1961 roku w Mediolanie) – były włoski kierowca wyścigowy.

## Kariera

### Początki
Paolo karierę rozpoczął od startów w kartingu, w roku 1975. Rok później zdobył tytuł mistrza Włoch, w kategorii do 100cc. Poważną wyścigową karierę rozpoczął w roku 1980, kiedy to zadebiutował we Włoskiej Formule Fiat Abarth. W następnym sezonie przeniósł się do Włoskiej Formuły 3, gdzie zajął w ostatecznej klasyfikacji 3. miejsce. 
W sezonie 1982, we włoskiej ekipie Minardi, bez sukcesu ścigał się w bezpośrednim przedsionku F1 - Formule 2. Udział w niej zaliczył również w kolejnym roku, jednakże w zaledwie jednym wyścigu, na torze Spa-Francorchamps (ostatecznie zmagań tych nie ukończył). 

### 24 Godziny Le Mans
Po tym wydarzeniu skupił się na udziale w wyścigach długodystansowych m.in. 24-godzinnym wyścigu Le Mans, w którym rywalizował w latach 1983–1986 oraz 1988. Zapisał się w historii, jako zwycięzca w roku 1985, razem z Niemcami Klausem Ludwigiem oraz Louisem Kragesem, za kierownicą Porsche 956B, wygrywając wyścig z przewagą 3 okrążeń. Pozostałych startów z kolei nie ukończył. 

### Formuła 3000
W sezonie 1987 powrócił do rywalizacji w wyścigach "single-seater", ponownie biorąc udział w najwyższej serii juniorskiej. Seria ta widniała już jednak pod szyldem Międzynarodowej Formuły 3000. Po zajęciu 17. pozycji w końcowej klasyfikacji, w 1988 roku, Włoch przeniósł się do japońskiego odpowiednika tej serii. W nim z kolei został sklasyfikowany na 10. miejscu. 

### Formuła 1
W roku 1989 odbył testy ze znajomą dla siebie z F2, włoską stajnią Minardi, która miała swój zespół również w Formule 1. Obiecujące rezultaty pozwoliły zadebiutować Barilli podczas Grand Prix Japonii, w zastępstwie swojego rodaka, Pierluigi Martini. Wyścigu nie udało mu się jednak ukończyć.
Włoch dostał jednak szansę udziału w pełnym cyklu, na rok 1990. Niestety, forma Paolo wyraźnie odbiegała od oczekiwań i po braku kwalifikacji w aż trzech wyścigach z rzędu (sześciu łącznie), doszło do utraty przez niego posady, na rzecz innego Włocha, Gianniego Morbidelliego. W ciągu 14 rund, zakończył tylko cztery, na najlepszym uzyskując 11. miejsce, podczas Grand Prix San Marino. 

### Po Formule 1
Po braku szansy dalszych startów w F1, Paolo Barilla zakończył karierę sportową i zaangażował się w rodzinną spółkę.